# Сухини (Звенигородський район)
Сухи́ни — село в Україні, у Селищенській сільській громаді Звенигородського району Черкаської області. У селі мешкає 839 людей (за переписом 2001 р.).
Село належить до історико-етнографічного регіону Середнє Подніпров'я.

## Історія

### Походження назви.
Існує три найпоширеніші теорії походження назви села Сухини. Перша теорія випливає з географічних особливостей розташування села, оскільки, Сухини розташовані на високому підвищенні і майже з усіх сторін оточені широкими берегами — стародавніми висохлими річками, люди які перетинали всі ці перепони, потрапляли на «суху землю», можливо й звідси походить така назва — «Сухини». 

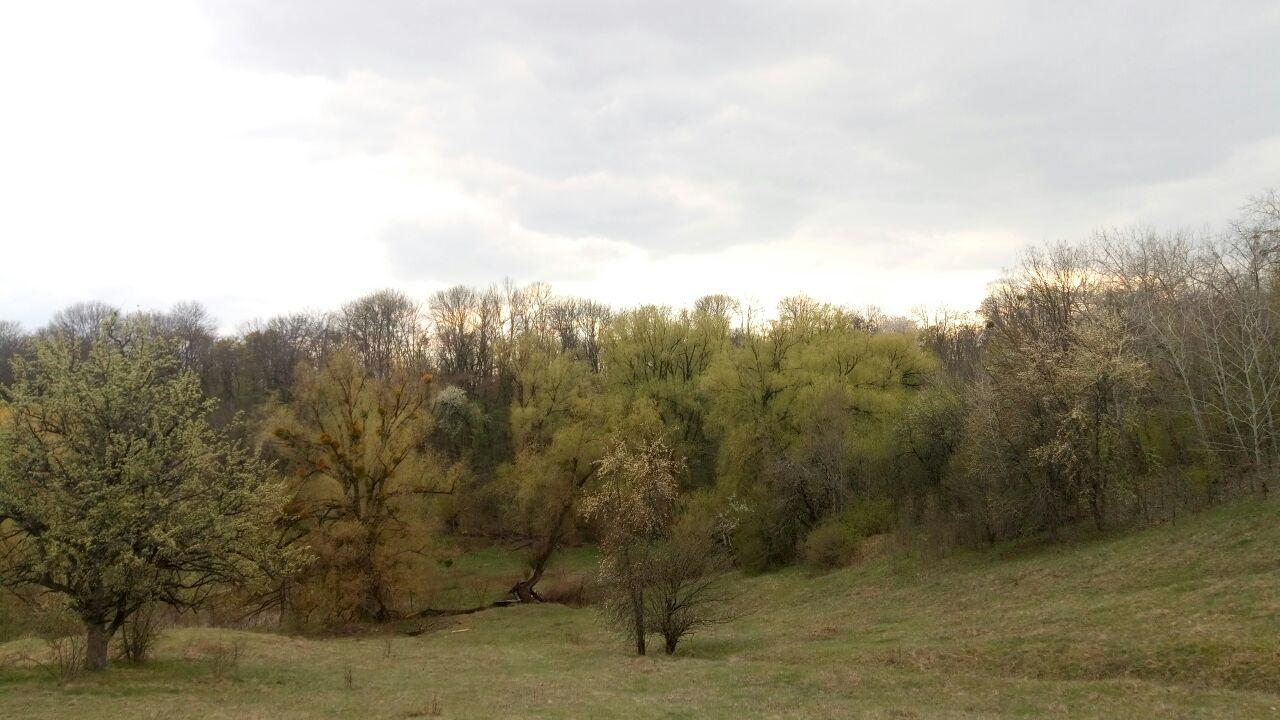
Яри в околицях села Сухини

 Ще одна теорія походження назви є — кліматична, оскільки, коли в сусідніх селах пройшов дощ, то в Сухинах не випаде й краплі, і навпаки коли в Сухинах дощ, то в сусідніх селах не має дощу, хмари з загального циклону часто оминають село, залишаючи землю сухою. Взагалі Сухини унікальне місце, оскільки, є найвищою точкою Корсунь-Шевченківського району, тут як і в горах сніг лежить дуже довго, в той час коли вже ніде його немає.
І остання теорія походження назви є — «іменна», ніби то, був козак на прізвище — Сухина, і землі які йому були надані, згодом були названі — «Сухини» від прізвища свого першого власника. Однак аналіз метричних книг XVIII — ХІХ ст. показує повну відсутність в населеному пункті прізвища Сухина.
На користь теорії географічного походження назви села свідчить люстрація 1789 року, у якій люстратор зазначає, що село «розташоване на правому березі р. Рось над Сухим яром».
Слово Сухини в перекладі з санскриту (सुखिन्) означає — щасливі, радісні.

### Первісна та середньовічна історія.
Історія села Сухини бере свій початок ще з сивої давнини, перші людські поселення на території села з'являються в часи енеоліту — це трипільські племена землеробів, які прийшли сюди з території Балкан в IV тис. до н. е. і заснували тут ряд поселень, які існували з середнього до фінального етапу існування трипільської культури.
В епоху ранньої бронзи у зв'язку аридизацією клімату, землеробство в українських степах занепадає і на зміну землеробам приходять кочові племена ямної культури, які залишили свій відбиток і на сухинських землях — про що свідчать залишки поховальних споруд того часу. Пізніше в часи середньої та пізньої бронзи коли клімат стає знову більш вологіший і тепліший, сухинські землі заселили землеробські племена білогрудівської культури, саме населення цієї культури більшість дослідників вважають протослов'янами.
За доби заліза на території села Сухини з'являються степові кочівники — Скіфи, про їхню присутність свідчать залишки їхньої матеріальної культури. Пізніше в часи Великого переселення народів на сухинських землях проживали племена черняхівської культури, про що свідчать залишки їхнього поселення, на якому археологи постійно знаходять залишки їхньої матеріальної культури (уламки посудин, обмазка житла, прясла, точила, залізні предмети тощо) За свідченнями місцевого жителя с. Сухини — Максименка М. І. під час насипання греблі сільського ставка, скоріш за все було зруйнований черняхівський могильник, розташування якого традиційне для носіїв цієї культури.
За даними енциклопедії "Історія міст і сіл Української РСР" населений пункт виник у ХІІ ст.
Достеменно не відомо що відбувалося на сухинських землях в часи раннього та класичного середньовіччя, але археологами знайдено декілька знахідок вище згаданих періодів (антська фібула, руська стріла), але впевнено говорити про постійні поселення в цьому регіоні поки що не можна.

### Історія у ХVІ-ХVIІ століттях.
Наприкінці ХVІ ст. південну Київщину охопили козацькі повстання під керівництвом Криштофа Косинського (1591–1593 рр.) та Северина Наливайка (1594–1596 рр.). Про піднесення національної та антифеодальної боротьби в Україні весною 1596 р. С. Жолкевський в одному з своїх листів з Білої Церкви до польського короля писав: «Вся Україна покозачилась. Скрізь повно зрадників і шпигунів козацьких. Справді, треба взятися за рішучі засоби щодо тієї України».
Про участь сухинців та всіляку підтримку повстанців у цій боротьбі вказує той факт, що в умовах польської окупації, навіть через 200 років, польські люстратори у 1789 р. відзначали, що  поблизу с. Сухини у напрямку с. Моринці розміщувалося урочище під назвою «Наливайків яр». Ймовірно, що таку назву урочище отримало після березня 1596 р. коли на Корсунщині стояли війська С. Наливайка перед походом на Білу Церкву.
В першій чверті XVII ст. населення покозачилося. Селян приваблювало право козаків на володіння землею, свобода від кріпосницької залежності, особливий правовий статус. Так, в 1604 р. жителі Корсунщини відмовилися виконувати повинності на користь старости Яна Даниловича і встановили свою владу на основі козацького самоврядування.
Восени 1616 року на черговому сеймі польські магнати пропонували карати на смерть із конфіскацією майна всіх, хто оголосить себе козаком.
Однак, це не зупинило боротьбу українців проти польської сваволі. Піднесення  національного та антикріпосницького руху в Україні в 1616–1618 рр. супроводжувалось поширенням покозачення майже на все Подніпров’я. Згідно з люстраціями Корсунського, Черкаського, Канівського, Богуславського і Переяславського старост переважна більшість їх населення становили «непослушні».
У 1630 р. в Україні відбулося чергове козацько–селянське повстання під проводом Тараса Федоровича (Трясила). Вважається, що він був одним із перших полковників новоствореного у 1625 р. Корсунського полку. Населення Корсунщини активно підтримало повстання проти польсько-шляхетського панування. В універсалах Федорович закликав братися до зброї «хто був козаком, ї тих хто ним хоче бути, щоб усі прибували, вольностей козацьких заживали, віру благочестиву від замислів лядських рятували». 
Із протестації корсунського підстарости Павловського до Житомирського гродського суду відомо, що 25 березня 1630 р. козацько–селянське військо спільно з міщанами розгромили частини жовнірів і завдали шляхті значних матеріальних збитків у Корсуні.

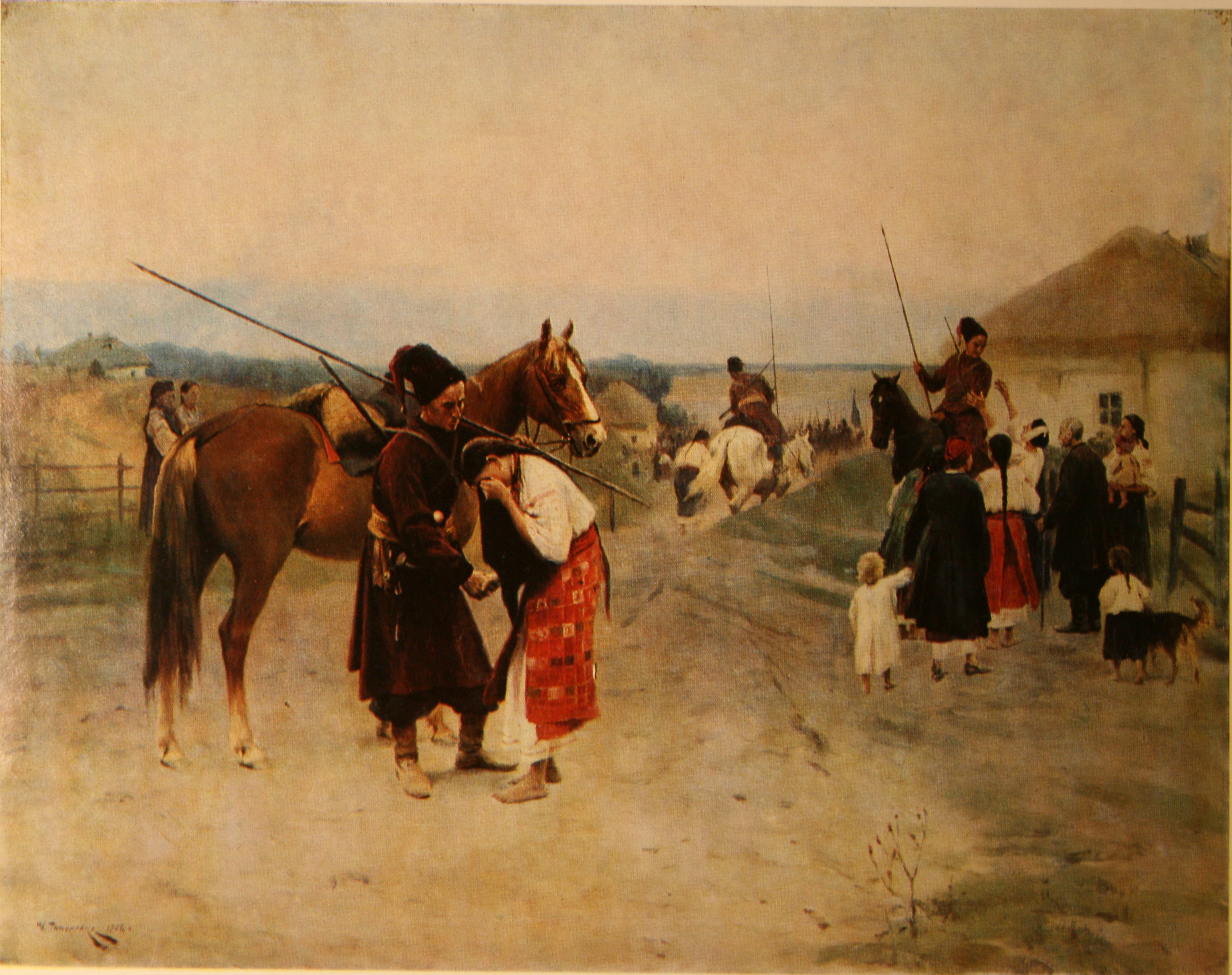
Микола Пимоненко, «У похід» (1902 р.)

Сухинці активно підтримали Національно-визвольну війну 1648–1657 рр. проти польських окупантів на чолі з Богданом Хмельницьким. У складі Корсунського полку Війська Запорозького були козаки – носії сухинських прізвищ: Авраменко, Гавриленко, Томіленко, Коваленко, Костенко, Харченко, Кузенко, Макаренко, Марченко, Омельченко, Мартиненко, Московченко, Остапенко, Панасенко, Панченко, Погорєлий, Зуєнко, Педченко, Прокопенко, Романенко, Тараненко, Руденко, Тарасенко, Тищенко, Трохименко, Шевченко, Християн, Хоменко, Якименко, Ярошенко, Юрченко, Клименко. Рід Гриценків мав у складі полку 28 представників, рід Павленків – 24, рід Яценків – 19, рід Савченків – 18. У 1649 р. у складі полку були дві сотні, які називалися за сухинськими прізвищами – Гавриленкова сотня (сотник Гринец Гавриленко) та Костенкова сотня (сотник Васко Костенко).
Село Сухини вперше згадується в Метриці коронній 1659 року. В результаті політики гетьмана Івана Виговського Корсунщина знову потрапляє під владу польських магнатів. У квітні 1659 р. польський король Ян Казимир ІІ підтвердив довічне володіння на с. Сухини сандомирському воєводі Олександру Конєцпольському. Його власність поширювалася на всі поля, ліси, луки, пасовища, стави, пасіки та на підданих і результати їхньої праці.

### Історія у ХVIІI столітті.

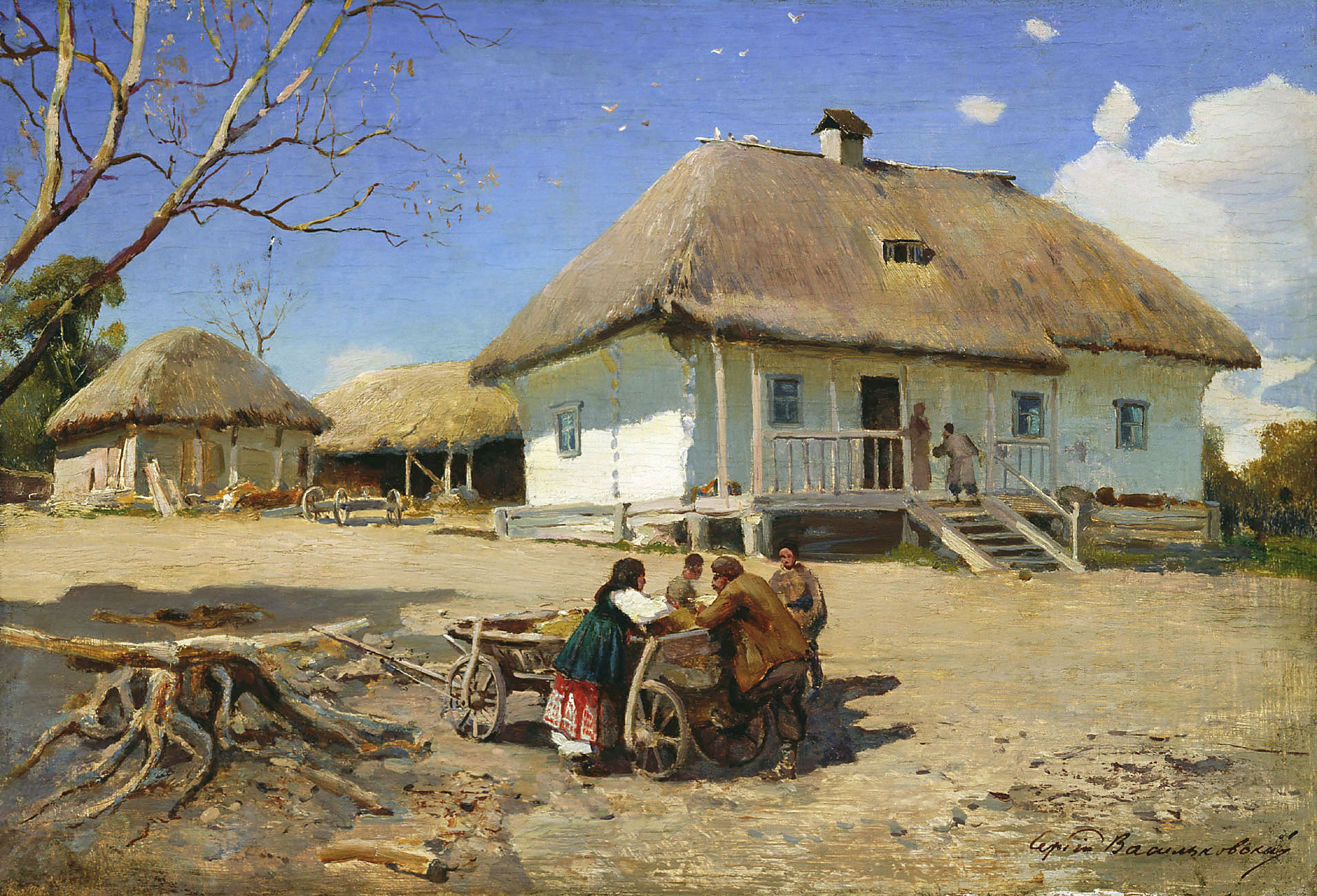
Сергій Васильківський, «Козацький двір» (ХІХ ст.)

У 1710 р. Варшавський сейм ратифікував умови Вічного миру 1686 р. між Річчю Посполитою та Росією за яким Україна офіційно поділялася на дві частини. Однією із умов «миру» було перетворення території вздовж Дніпра від містечка Трахтемирова до гирла річки Тясмин у безлюдну «сіру зону». У 1711 р. Московське царство заключило з Османською імперією Прутський мирний договір, який прискорив перехід московських військ разом із правобережними козацькими полками з Правобережної України на лівий берег Дніпра. Результатом домовленостей став згін населення Правобережної України в Лівобережну упродовж 1711–1712 рр. У листуванні з Шереметєвим Петро I зазначав: «І які міста та місця написані у вічному мирі з поляками мають бути порожніми, ті всі спалити і розорити.
Під дію договору підпадало і Корсунське староство. На Корсунщині політику переселення активно проводив полковник Білоцерківського козачого полку Антон Танський. В результаті цієї політики населення Корсунщини з худобою і реманентом було переселене на лівий берег Дніпра, а поселення знищені. За Люстрацією Корсунського староства 1714 р. у селі Сухини на той час «було 30 дворів, людей за Дніпро забрано, великої рогатої худоби взято штук 200, новоосідлих хат 10».
За даними Лаврентія Похилевича у 1741 р. поселення складалося з 60 дворів з населенням близько 450 осіб .
Згідно тарифу подимного податку Київського воєводства 1754 р. село Сухини Корсунського староства складалося з податних дворів у кількості пів чверті диму, пів шістнадцятого (50 хат). На місто сплачували податки у кількості сім злотих двадцять чотири з половиною гроші, на скарбницю (утримання коронних військ) – тридцять один злотий вісім грошей. Податок мали сплачувати двома внесками: 15 березня слід було сплатити на утримання коронних військ, а 15 вересня нові суми на утримання воєводської міліції. В цілому сума подимного податку Київського воєводства у порівнянні з 1717 р. зросла у 4 рази.
За люстрацією  1765 р. село належало до Корсунського староства. В Сухинах сплачували податки 63 двори на щорічну суму 677 польських злотих. Орендна плата за корчму становила 1836 злотих. Одне домоволодіння було звільнене від податків та ще 3 мали статус слобід.
За люстрацією 1789 р. село Сухини було одним із найбільших населених пунктів Корсунського староства. Нараховувало 98 домогосподарств, які сплачували податки. За кількістю сільського населення Корсунщини сухинців перевершувало лише село Квітки. Жителі Сухин мали 139 робочих волів, вирощували жито, овес, утримували пасіки. Щорічно сухинці сплачували податків на суму 6426 злотих, окрім цього ще й мали нести повинності по утриманню доріг, греблів, мостів тощо. Податки поширювалися навіть на інвалідів. Так троє сільських калік та 1 убогий мали щорічно платити чинш 7 злотих та 6 грошей квітового (різновидність податку).
Поблизу села розміщувався чорний ліс, який в люстрації називається Каровським, довжиною в одну милю та шириною в четверть милі. Люстратори відмітили добру якість ґрунтів у селі, що сприяло землеробству.
Сільську адміністрацію складали – війт, осавул та присяжний, які на рівні з усіма несли повинності. В селі був розвинений колісницький промисел і нараховувалося 29 майстрів.
Після другого поділу Речі Посполитої у 1793 р. населений пункт увійшов до Богуславського повіту Київського намісництва Російської імперії. З 1797 р. село Сухини входило до складу Богуславського повіту Київської губернії, а з 1846 р. було у складі Селищанської волості Канівського повіту.
З ХVIII століття у селі діяла Свято–Михайлівська церква. Перші відомості про храм відносяться до 1728 р. Відомо, що церква була дерев’яна (дубова). У 1801 р. був зведений новий дерев’яний храм на іншому місці. 99% сухинців сповідували православну віру.

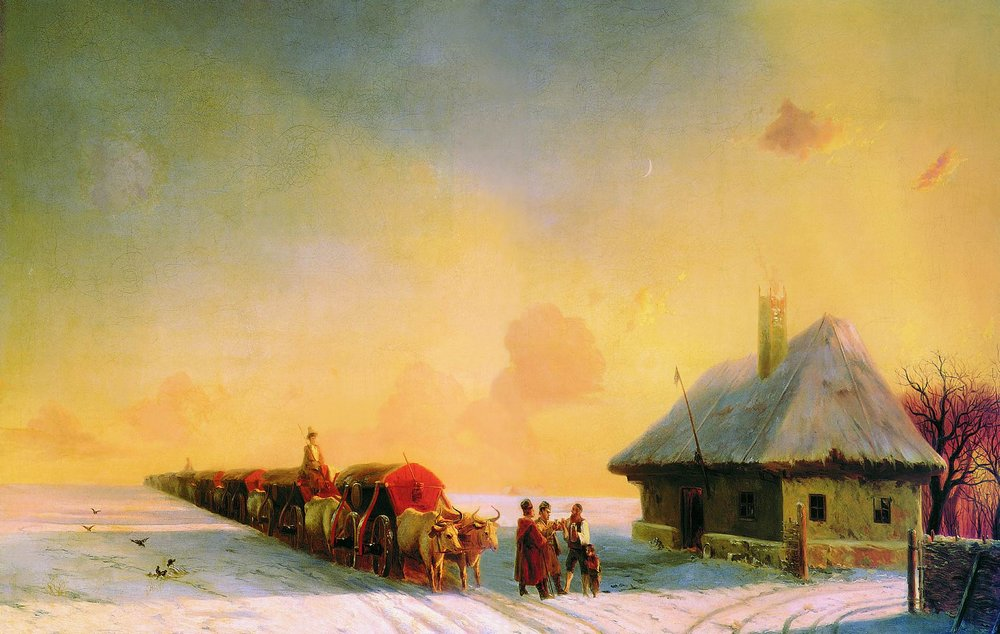
Іван Айвазовський, «Чумаки в Малоросії» (1870—1880)

У ХVIІI – першій половині ХІХ ст. сухинці активно займалися чумацтвом. Цей промисел вважався на той час одним із найбільш прибуткових, особливо у ХVIІI ст., коли чумаки мали монополію на торгівлю сіллю. На південь вивозилися на продаж зерно, віск, мед, шкіра, тютюн, дьоготь, речі господарського вжитку, які через порти Чорного й Азовського морів експортували за кордон. З півдня везли сіль, сушену рибу, вино.
Навіть після занепаду чумацького промислу у другій половині ХІХ ст., у якості допоміжного заняття, понад 50 сімей продовжували займатися візництвом. Серед них родини: Максименків, Чорноусів, Блощиць, Томіленків, Медведів, Тищенків, Костенків, Мартієнків, Християнів, Орлів.

### Історія у ХІХ столітті.
У ХІХ ст., до відміни кріпосного права, село знаходилося у власності поміщика князя Павла Петровича Лопухіна. Йому належала більшість землі та ліси навколо села. Сухинський ліс, як і взагалі ліси князя Лопухіна, вважалися кращими в Канівському повіті, оскільки мали значний відсоток дубів, придатних для кораблебудування. Існують відомості, що певна кількість дубу закуплялося військовим відомством для будівництва та ремонту Чорноморського флоту. На території села розміщувався великий ставок.
У 1831 р. в с. Сухини була епідемія холери, кілька сімей померли в повному складі. Цього року смертність від усіх причин становила 86 осіб. На 1847 р. у селі знаходилося 170 дворів у яких проживало близько 1100 осіб.
У 1861 р. населення Сухин складало 1427 осіб. У 80-х роках ХІХ ст. Сухини входили до складу Таращанської волості Канівського повіту. Село складалося з 340 податних дворів та мало 1792 жителів. В поселенні діяли 2 постоялих будинки, функціонував водяний млин. На 1885 р. населення села зросло до 1915 чол.

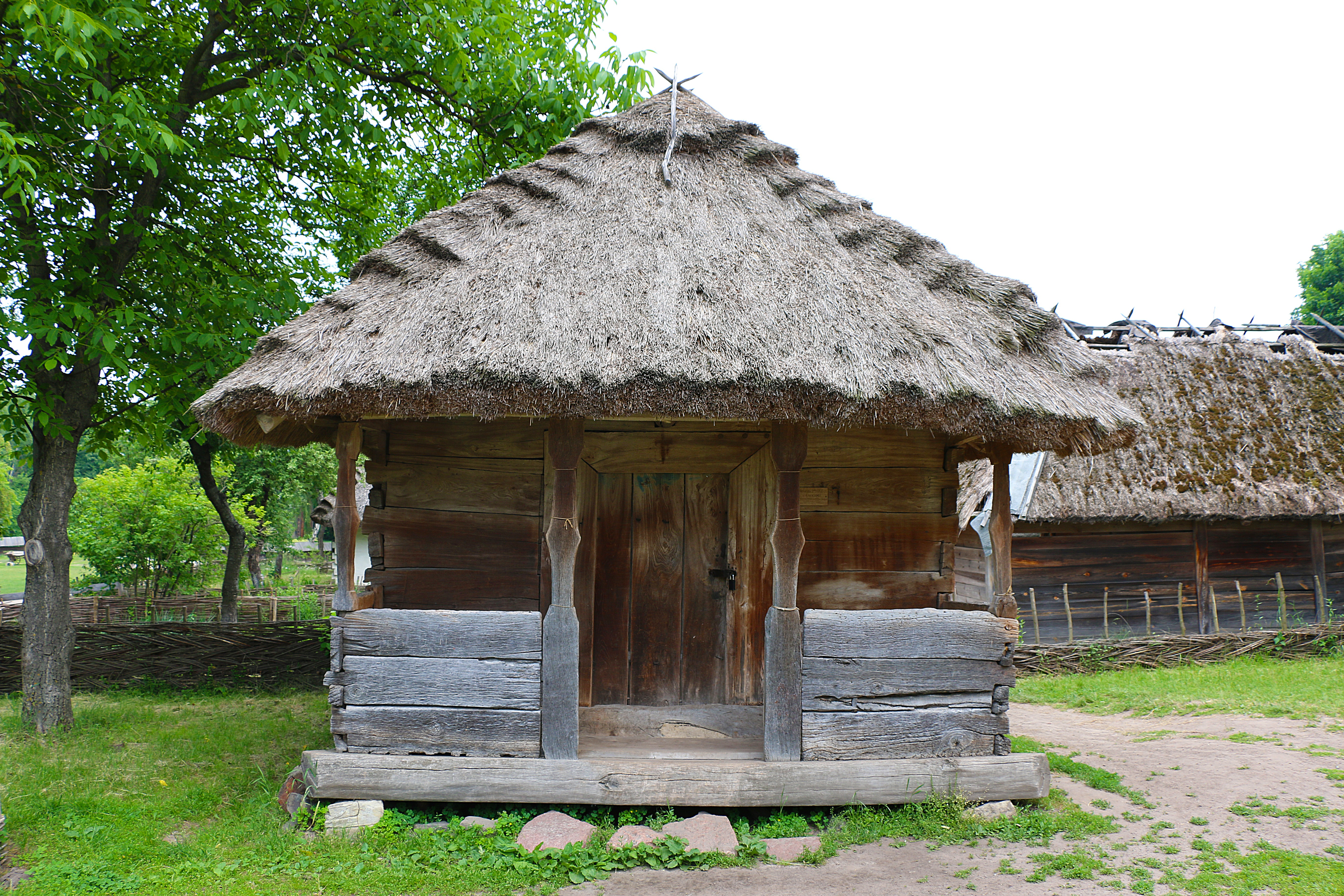
Комора ХІХ ст. з села Сухини, яка належала Денису Прохоровичу Томіленку

За Всеросійським переписом 1897 р. в Сухинах постійно проживало 1279 чоловіків та 1285 жінок. При Свято-Михайлівській церкві в населеному пункті діяла церковно-парафіяльна школа. Вміли читати та писати 7,8% населення села. За національним складом 99,3% були українцями, 0,7% складали євреї. Поліцейські функції та протипожежні заходи в селі на 1897 р. здійснював сотський Діомід Клименко.
Наприкінці ХІХ – початку ХХ ст. економіка села була однією із найрозвиненіших в окрузі. У Сухинах нараховувалося 7 вітрових та 1 газогенераторний млини (належали родинам Чорноусів, Максименків, Шульги), олійниця (родини Зуєнків), гончарне виробництво, 3 кузні. В селі функціонувала дріб'язкова крамниця, яка належала єврейській родині Соколинських. Оброблялися поля, насаджувалися фруктові сади, лісопосадки. Саме садівництво відігравало важливу роль в економічному розвитку села, адже зібраний урожай із сухинських садів продавався на багатьох ярмарках Південної Київщини та в усіх довколишніх містах і містечках.
Поблизу села містяться поклади високоякісної глини і тому тут у давнину було добре налагоджене гончарне виробництво. Відомо, що ним займались 42 сім’ї сухинців, виробляючи в рік глиняного посуду на суму до 1200 руб.  Майстри виготовляли простий глиняний посуд. Продукція реалізувалась частково на місці, а частково вивозилась на ярмарки. В Національному музеї народної архітектури та побуту України експонується посуд виробництва династій сухинських гончарів Панаса й Марка Соболів, Івана Ярошенка та Маркіяна Чуєнка.

### Історія в ХХ столітті.
У січні 1900 р. у Сухинах було 504 дворів, де проживало 2659 жителів. Головним заняттям селян залишалося хліборобство. У селі нараховувалося понад 1323 десятин селянської землі. Частина землі і ліса належали до Корсунського маєтку поміщика-князя Миколи Лопухіна-Демидова.
На 1913 р. у селі працювала винна лавка та магазин мануфактури, який належав Захару Томіленку.
Під час Першої світової війни чоловіче населення Сухин призивного віку воювало проти Троїстого союзу у складі Російської імператорської армії. Загальна мобілізація була оголошена 18 липня 1914 р. У ході її призивалися всі запасні нижні чини і частина ратників державного ополчення 1-го розряду згідно з мобілізаційним розкладом 1910 р., що діяв на той момент. Є відомості про 69 сухинців учасників війни. Найбільша кількість сухинців воювала у складі армійських підрозділів: 295-го піхотного Свірського полку, 3-го гренадерського Пернівського полку, 87-го піхотного Нейшлотського полку, 92-го піхотного Печорського полку.
Після окупації села російськими комуністами з березня 1923 р. село входило до складу Шендерівського району Шевченківської округи Київської губернії. У 1925 р. в Сухинах зафіксовано найбільшу кількість мешканців – 767 дворів і 3450 жителів.
В 30-ті рр. ХХ ст. в селі функціонували два колгоспи – імені С. Кірова та Г. Димитрова. У 1930 – 1934 рр. в Сухинах проводилася суцільна колективізація. Щоб зламати опір селян одноосібників держава запровадила спеціальні податки та збільшила вимоги до обов'язкових сільгосппоставок. Оскільки виплатити ці податки було неможливо, селяни одноосібники потрапляли під розкуркулення, в результаті чого відбирали землю, будинки та майно.

В липні 1941 р. село було окуповане нацистськими військами. У роки Другої світової війни проти нацистів воювали 385 сухинців, із них 124 були нагороджені орденами та медалями, загинули – 221 особа. На їхню честь було встановлено пам'ятник. 3 лютого 1944 р. Сухини було звільнено від нацистських окупантів. При звільненні села загинуло 37 радянських воїнів. 

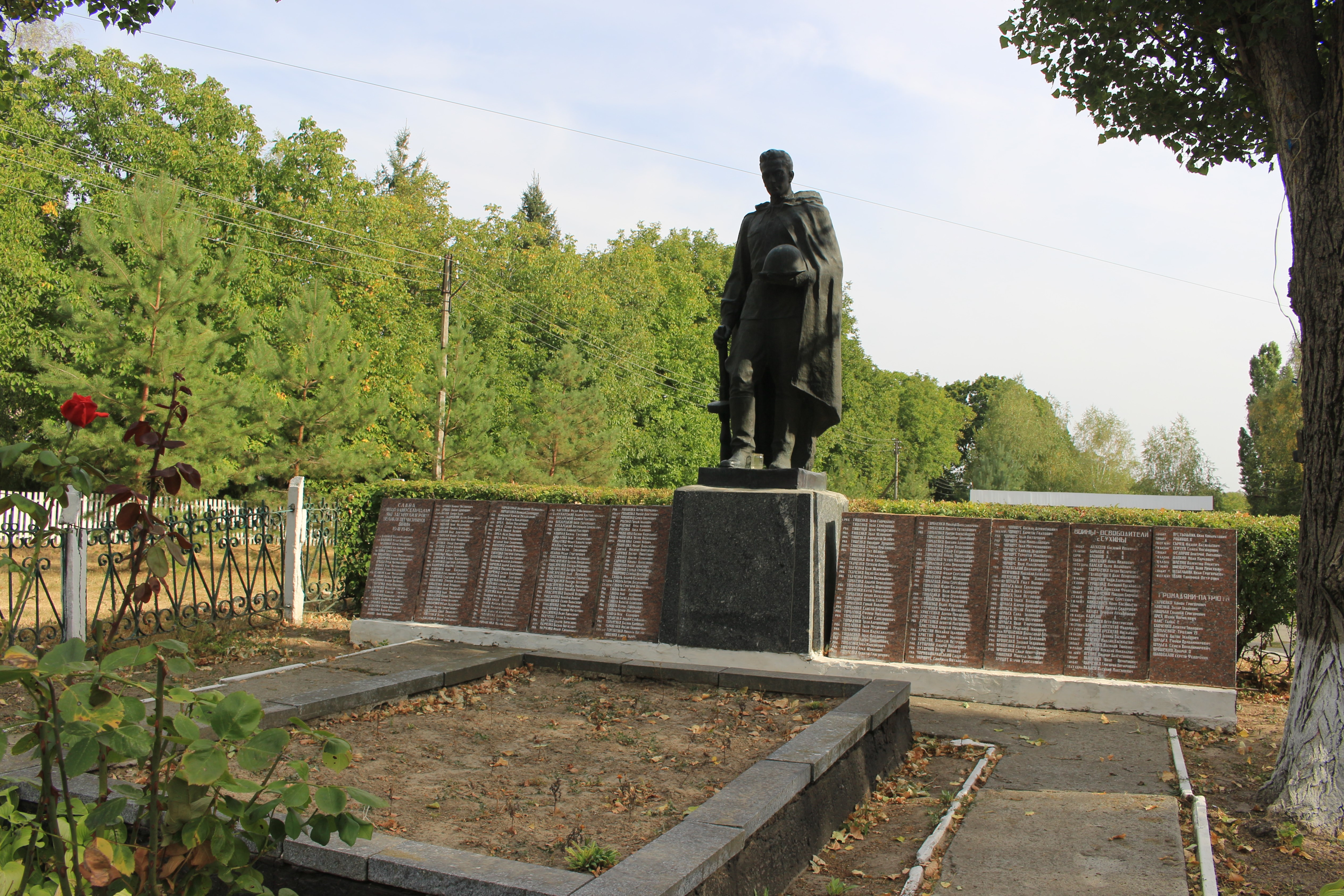
Надпис на пам'ятнику "Слава воїнам-односельчанам, які загинули в роки Великої Вітчизняної війни 1941-1945"

В 50-х рр. в результаті хрущовської політики укрупнення колгоспів, два колективних господарства села були об’єднані в один колгосп імені Г. Димитрова.
На початку 70-х рр. ХХ ст. у селі проживало 1530 осіб. У населеному пункті розміщувався колгосп, який мав у користуванні 2,5 тис. га земельних угідь. Як допоміжні підприємства функціонували – млин і пилорама. У селі працювали: школа, де навчалося 400 учнів, будинок культури на 600 місць, бібліотека з книжковим фондом 7,5 тис. примірників, фельдшерсько-акушерський пункт, дитячі ясла, 4 магазини.
Велику роль в економічному розвитку села відігравав колгосп. За кошти колгоспу було побудовано клуб, школу, дитячий садочок, будинок механізатора, лазню, житлові будинки для колгоспників, заасфальтовано центральні вулиці села. І в радянські часи значну роль в економіці села відігравало садівництво. Окрім колгоспних садів, сухинці мали на присадибних ділянках власні плодові дерева. Селяни велику кількість плодів продавали на базарах, сушили, а також здавали заготівельникам. Часто до цієї роботи залучалися школярі. Були часи, коли деякі мешканці Сухин вирощували  і  продавали державі по 2-3 тони солодких слив-угорок за сезон.
З 1944 р. і до липня 2020 р. село входило до складу Корсунь-Шевченківського району і мало власну сільську раду.

### Історія православ’я в Сухинах.
Перша писемна згадка про Свято-Михайлівський православний храм Сухин відноситься до 1728 р. Дерев’яний дубовий храм було споруджено на честь Архистратига Михаїла.
Храмове свято 21 листопада – Собор Архистратига Михаїла та інших Небесних Сил Безплотних.
Ще в першій половині ХVII ст. Ватикан спільно з урядом Речі Посполитої активно просував унію в Україні. У цей період Папа Урбан VIII (1623— 1644 рр.) постійно надсилав листи до впливових осіб Речі Посполитої, у яких закликав поширювати унію та фізично знищувати її противників. У містах і містечках заборонялося будівництво православних церков, натомість з’являлися костьоли, кляштори, колегіуми і школи єзуїтів. Для чергового наступу на православ’я поляки скористалися смертю Київського православного митрополита Іова Борецького (2 березня 1631 р.).
За наполяганням корсунського старости князя Юзефа Яблоновського в 1738 р. сухинський храм насильно перевели в унію. Перейшов в унію і місцевий священник. Однак сухинці виступили проти уніатства. Відомо, що на 1777 р. церква була православною. Служив у ній отець Андрій Герасимов. Православною залишалась церква і на 1789 рік, про що свідчить люстрація Корсунського староства, яка була проведена за часів старостування князя Станіслава Понятовського.
Із 1798 р. священиком Свято-Михайлівської церкви був 28-річний Корнилій Андрійович Чорнодубравський. Парафія входила до складу Богуславського духовного правління. У 1801 р. стараннями парафіян, замість старої поряд побудували нову дерев’яну церкву та звели дзвіницю. У 1827 р. куполи храму покрили залізом.
З 1830 р., після смерті Корнилія Чорнодубравського, упродовж трьох років церковні треби виконували священники навколишніх сіл. З лютого 1834 р. своє служіння розпочав священник Свято-Михайлівської церкви Федір Михайлович Серговський.

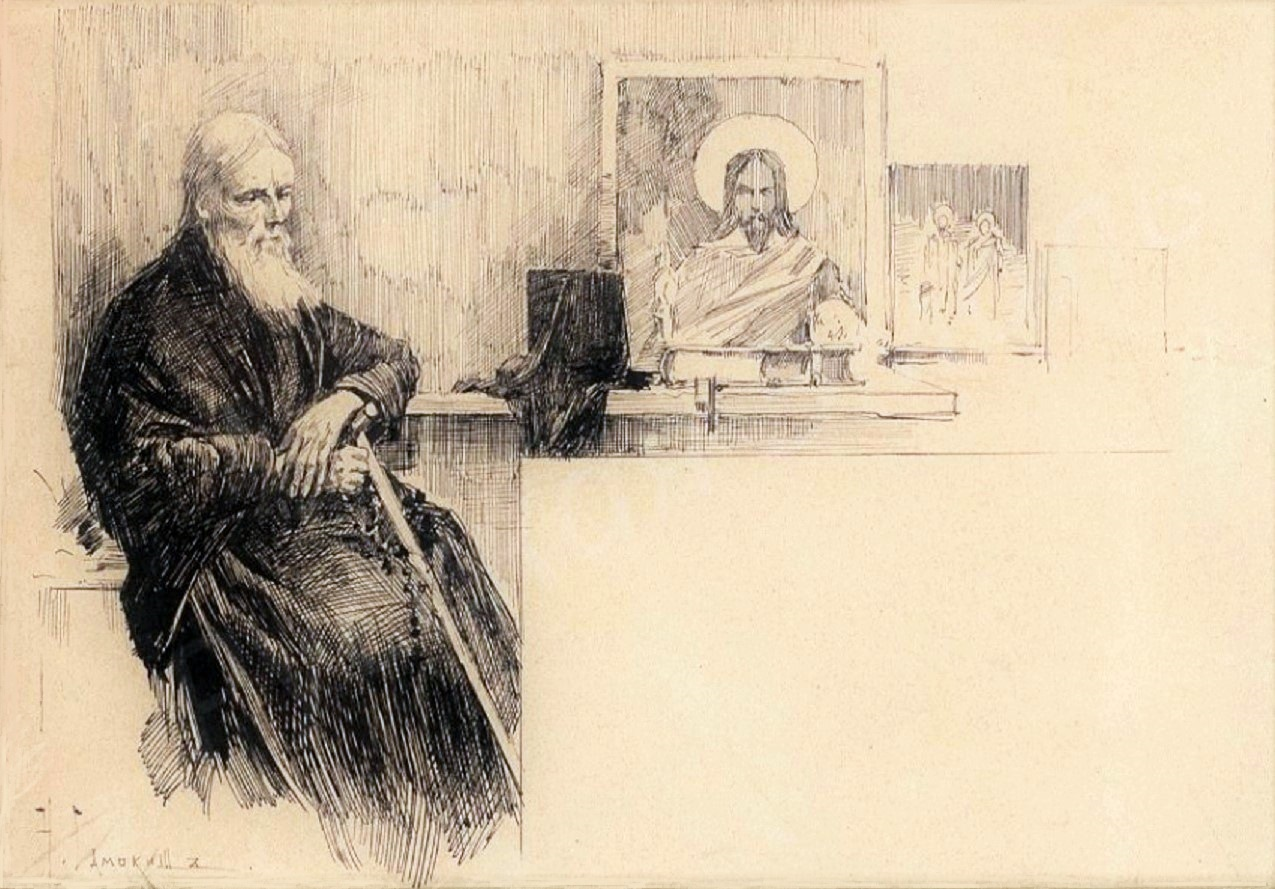
Микола Самокіш. Старець (початок ХХ ст.)

За даними Лаврентія Похилевича в 40-ві роки ХІХ ст. церква належала до 5-го класу та володіла 43 десятинами орної землі та під сінокосом.. Село на той час належало до Корсунського маєтку князя Павла Лопухіна. Серед парафіян було 10 представників духовенства, 49 представників сімей відставних та діючих солдат імператорської армії, 2 одноосібники, 5 міщан, 994 поміщицьких селян.
У 1873 р. через ветхість приміщення був даний дозвіл на будівництво нової церкви, на яке було використано 1345 рублів 10 копійок. У 1884 р. під час пожежі новозбудована церква згоріла. Нову церкву побудували через рік стараннями парафіян. Затрати на будівництво складали 8984 рублі без затрат казни. Клір складав: священник, диякон, паламар і проскурник. Священиком був 45-річний отець Федір Феофанович Меляницький. Серед парафіян було 11 представників духовенства, 379 осіб сімей відставних та діючих військовослужбовців, 12 – міщан, 2105 осіб тимчасовозобов’язаних і казенних селян. Також у селі проживали 5 осіб римо-католицького віросповідання і 16 євреїв. З 90-х років XIX ст. до 1918 р. сухинський священник Федір Меляницький був благочинним 5-го, а пізніше 6-го округу.
У 50-х роках XX ст. місцева влада ухвалила рішення про переміщення церкви у приміщення клубу, мотивуючи тим, що церква відремонтована, а клуб – ні. У часи чергового «хрущовського» гоніння на православних церква була закрита. Рештки старої церкви зруйновані у 1996 р. Новий храм, побудований у 2005 р. (архітектор Гречанюк), знаходиться у центрі села. Будувався на пожертви парафіян.
Священнослужителі Свято-Михайлівської церкви:
- Григорій Яремович 1735 – 1738
- Андрій Герасимов 70–80-ті роки XVIII ст.
- Андрій Чорнодубравський 90-ті роки XVIII ст. – 1797
- Корнилій Чорнодубравський 1798 – 1830
- тимчасово виконували обов'язки (1830 – 1834) – Йосип Нетупський, Василь Клепацький, Іван Дисковський. Іван Кондрацький, Антоній Данилевський, Іван Єварський, Максим Серединський, благочинний Микола Бажановський, Яків Синицький, Йосип Діментьєв
- Федір Серговський 1834 – 1875
- тимчасово виконували обов'язки (1875 – 1876) – Андрій Базилевич, Петро Солнцев, Костянтин Лозінський
- Федір Меляницький 1876 – 1918
- Тихон Мартинюк 1943 – 1953

## Чисельність населення
| 1714   | 1741 | 1754    | 1765   | 1789   | 1847    | 1861  | 1882  | 1897  | 1900  | 1925  | 1970  | 2001 |
| ------ | ---- | ------- | ------ | ------ | ------- | ----- | ----- | ----- | ----- | ----- | ----- | ---- |
| бл.200 | 450  | пон.450 | бл.500 | бл.600 | бл.1100 | 1 427 | 1 792 | 2 564 | 2 659 | 3 450 | 1 530 | 839  |

## Освіта
Першим навчальним закладом у Сухинах була церковно-парафіяльна школа, про яку відомо принаймні з 1881 р., а першими вчителями були – місцевий священник Федір Меляницький та псаломщик Віктор Петрушевський. У 1882 р. у школі навчалося 30 дівчат. На початку 80-х років ХІХ ст. школа отримувала щорічну допомогу від Міністерства народної освіти у розмірі 25 руб.
Аналізуючи Всеросійський перепис 1897 р., можна дійти висновку, що у другій половині ХІХ ст. існувало три джерела отримання початкової освіти сухинцями – домашнє навчання, армія та церковно-парафіяльна школа. У 1916 р. є відомості про функціонування двох шкіл: однокласної, двокомплектної церковно-парафіяльної та двокласної земської.
Є певні відомості, що у 1923 р. в Сухинах діяла трудова школа. Оскільки будівля не могла вмістити всіх учнів, було введено змінність: 80 учнів 1 класу поділити на 2 групи: перша група – найстарші, найбільш здатні та діти незаможників, решта відвідували школу через день у другу зміну. Наприкінці 1925 року в Сухинах працювала чотирирічна школа, в якій навчалося 138 учнів. Предмети викладали чотири вчителі .
З березня 1944 по 1956 роки школа існувала як семирічна. У 1956 р. Сухинівську семирічну школу реорганізовано у повну середню школу, в якій навчалося 353 учнів та працювало 23 вчителі.
На початку 70-х рр. ХХ ст. у школі навчалися 400 учнів. Нову будівлю школи на 320 місць було зведено у 1978 р. За рік до цього збудували дитячий садок на 50 місць. За період існування середньої школи 39 вихованців отримали золоті та срібні медалі .
Нині в селі діє гімназія Селищенської сільської ради (директор: Пилипей Наталія Петрівна). Станом на 1 березня 2019 р. у школі навчалося – 38 учнів та 9 дошкільнят. У 2023 р. у школі навчалося 29 учнів та здійснювало освітню діяльність 13 вчителів.

## Медицина
До ХХ ст. медичних закладів у селі не було. Найближча лікарня – приватна лікарня князя Миколи Лопухіна-Демідова розміщувалася при Селищанському цукровому заводі.
Медичним закладом Сухин у ХХ ст. був фельдшерсько-акушерський пункт, побудований за кошти місцевого колгоспу. У 1954 р. він зайняв перше місце серед сільських ФАПів Радянського Союзу. За рівнем надання медичної допомоги сільському населенню вважався школою передового досвіду Черкаської області.
Приміщення Сухинівського ФАПу відповідало всім санітарно-гігієнічним та інженерно-технічним вимогам. Завідувачем був фельдшер Пантелеймон Антонович Середа, акушеркою працювала його дружина Марія Луківна. За сумлінну працю Пантелеймон Антонович був нагороджений – Орденом «Знак пошани» та медаллю «За доблесну працю».
У медичному закладі успішно втілювалися в життя заходи з поліпшення охорони здоров’я дітей, працівників сільського господарства, всього населення села з попередження травматизму та інфекційних захворювань. Тут працювали кабінети: фельдшера, акушерки, стоматології, фізіотерапевтичний.
Первинна організація товариства Червоного Хреста колгоспу ім. Димитрова була однією з кращих в районі і на районних змаганнях займала призові місця. У селі проводилися заняття щодо пропаганди санітарних та гігієнічних знань, регулярно відбувалися «Дні донора».

## Культура
Після Другої світової війни почалася відбудова народного господарства і серед перших було відновлено роботу клубних закладів та читалень. В них організовувалися бесіди, читання газет, колективні прослуховування радіопередач, концерти, тематичні вечори.
У селі народився актор і кіноактор Яків Іванченко. Закінчив Київську вищу кінотеатральну школу при Київській кіностудії (1940 р.). Знімався в епізодах фільмів «Чапаєв» (1934 р.), «Літа молодії» – на студії «Мосфільм»; «Шляхом Богдана», «Борислав сміється», «Пісня про Довбуша» – на Київській кіностудії.
Наприкінці 40-х років в селі було організувано гуртки художньої самодіяльності: драматичний, хоровий, музичний. І вже незабаром вони розгорнули свою роботу. Драматичний гурток показав колгоспникам 3 п’єси. Було проведено декілька концертів, прочитано цикл лекцій. Поступово зростала майстерність сільських артистів і в жовтні 1953 р. на щорічному огляді художньої самодіяльності району серед 20 хорових колективів району було відмічено хоровий колектив с. Сухини і вже наступного року хор було представлено на обласному огляді художньої самодіяльності.
У 1969 р. на виконання рішення Корсунь-Шевченківського райвиконкому у районі розпочалась реорганізація сільських клубів у сільські будинки культури. Одними з перших це зробили у Сухинах.
У 70-х рр. ХХ ст. розпочали творчу діяльність сухинці брати-близнюки Андрій і Василь Томіленки, нині Заслужені артисти України. Коронною у них була і є пісня Володимира Кудрявцева та Олександра Зуєва «А ми удвох в одне дівча закохані», так за дуетом і закріпилася назва – «А ми удвох». А всього у їхньому репертуарі – майже півтисячі пісень.
При Сухинівському будинку культури понад 30 років діяв вокальний ансамбль «Злагода», який створив художній керівник Володимир Бувака.

## Село Сухини в літературі

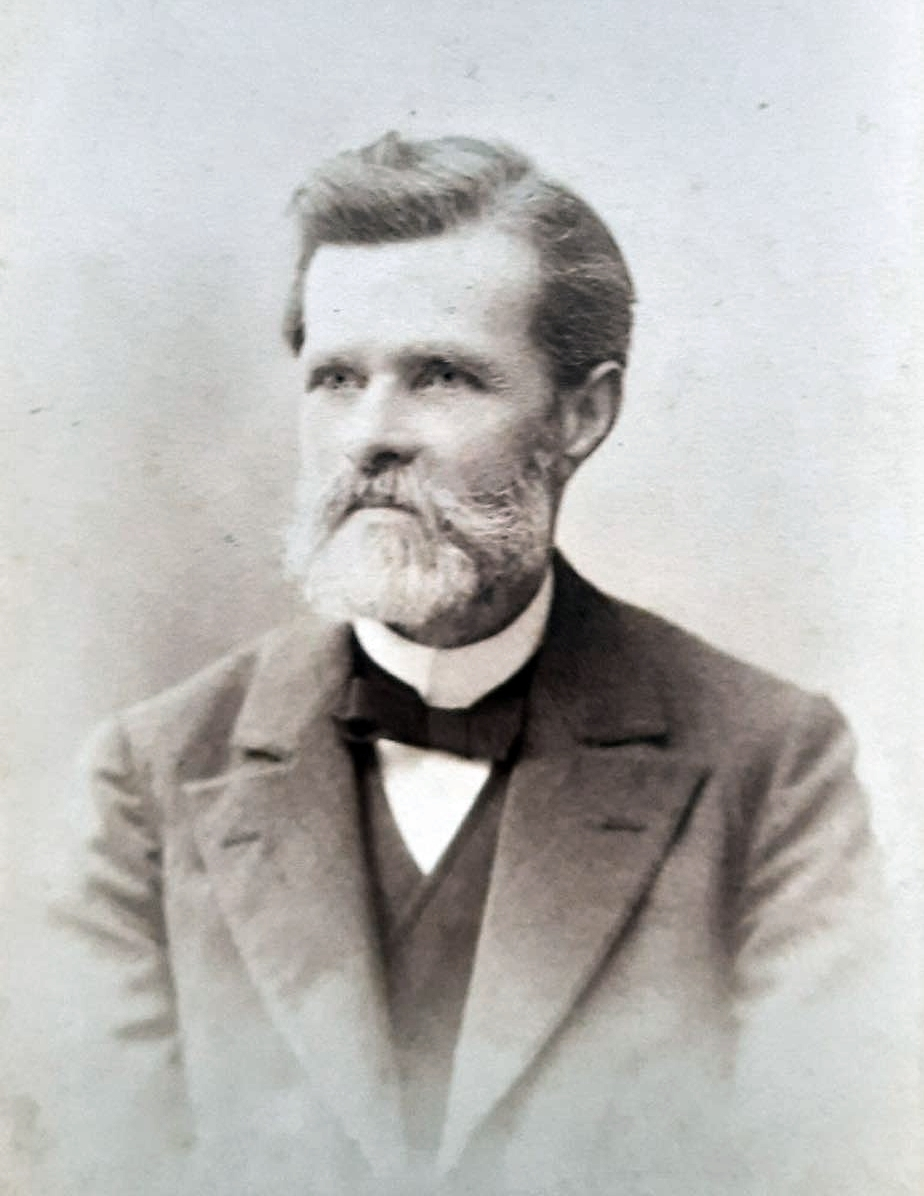
Іван Нечуй-Левицький

В одному із нарисів село Сухини згадується Іваном Нечуєм-Левицьким: «Настачає таку силу груш та слив південна Канівщина та Звенигородщина, найбільше село Медвин з-за Богуслава. Цей Медвин та Сухини за Стеблевом, та Журжинці в Звенигородщині — ці села всі в садках, неначе в лісах. Навіть хати в цих селах ледве видно на вулицю, бо й у дворах скрізь ростуть старі груші та черешні. Ми як було ідемо в Сухини в гості до батюшки, то все блудимо по селі, бо вулиці покручені, хатів сливе не видно на вулицю, і церкви не видно через сади. Їдемо було селом, ніби лісом, одразу ніколи не потрапимо до церкви та до батюшчиного двору та все питаємо шляху…».
Є відомості, що Іван Нечуй-Левицький неодноразово бував у Сухинах у місцевого священника Федора Меляницького і мав тут чимало знайомих селян.

## Відомі люди
- Володимир Зуєнко (1964) — історик, голова Корсунь-Шевченківської районної державної адміністрації Черкаської області (ВО «Свобода»)
- Тарас Микитович Максименко (1 березня 1884, с Сухини, що зараз в Звенигородському районі Черкаської області, Україна — 1972, Таганрог, РРФСР) — відомий художник, талановитий музикант та поет.
- Кухарський Сергій Олексійович (1960) — кандидат медичних наук.
- Новак (Середа) Людмила Пантелеївна (1955) — кандидат медичних наук, доцент кафедри офтальмології Національної медичної академії післядипломної освіти імені П. Л. Шупика МОЗ України.
- Софрон Юхимович Панченко (1901) — голова виконавчого комітету Новгород-Сіверської районної ради депутатів трудящих Чернігівської області, депутат Верховної Ради УРСР 1-го скликання.
- Томіленко Людмила Миколаївна (1980) — український мовознавець, кандидат філологічних наук, старший науковий співробітник Національної академії наук України.